# 奥州都市圏
奥州都市圏（おうしゅうとしけん）とは、岩手県の奥州市を中心市とする都市圏のこと。2000年までは水沢都市圏と呼ばれていた。2006年2月20日、2000年時点の旧水沢都市圏を構成する2市2町1村（水沢市・江刺市・胆沢郡前沢町・胆沢町・衣川村）の「都市圏」合併により、奥州市となった。そのため、奥州市は旧水沢都市圏とほぼ同義となっている。合併前は「胆沢郡」と「江刺郡」を合わせた「胆江地区(たんこうちく)」と呼ばれており、岩手県交通胆江営業所や胆江日日新聞、胆江病院、胆江タクシーなど地元企業名に名残がある。

## 定義
一般的な都市圏の定義については都市圏を参照のこと。

### 「10% 都市圏」（通勤圏）
奥州市を中心市とする都市雇用圏（10%通勤圏）の人口は約14万人（2010年国勢調査基準）。
都市雇用圏（10 % 通勤圏）の変遷
- 奥州（水沢）・北上・花巻・一関の各都市圏の 10 % 通勤圏に入っていない自治体は、各統計年の欄で灰色かつ「-」で示す。

| 自治体 ('80) | 1980年                 | 1990年                 | 1995年                 | 2000年                 | 2005年                 | 2010年                 | 自治体 （現在） |
| ------------ | ---------------------- | ---------------------- | ---------------------- | ---------------------- | ---------------------- | ---------------------- | --------------- |
| 遠野市       | -                      | -                      | -                      | -                      | -                      | -                      | 遠野市          |
| 宮守村       | -                      | -                      | -                      | 北上 都市圏 22万0258人 | -                      | -                      | 遠野市          |
| 大迫町       | -                      | -                      | -                      | 北上 都市圏 22万0258人 | 北上 都市圏            | 北上 都市圏            | 花巻市          |
| 東和町       | 花巻 都市圏 9万7389人  | 花巻 都市圏 9万8853人  | 花巻 都市圏 9万9643人  | 北上 都市圏 22万0258人 | 北上 都市圏            | 北上 都市圏            | 花巻市          |
| 石鳥谷町     | 花巻 都市圏 9万7389人  | 花巻 都市圏 9万8853人  | 花巻 都市圏 9万9643人  | 北上 都市圏 22万0258人 | 北上 都市圏            | 北上 都市圏            | 花巻市          |
| 花巻市       | 花巻 都市圏 9万7389人  | 花巻 都市圏 9万8853人  | 花巻 都市圏 9万9643人  | 北上 都市圏 22万0258人 | 北上 都市圏            | 北上 都市圏            | 花巻市          |
| 北上市       | 北上 都市圏 7万6633人  | 北上 都市圏 8万2851人  | 北上 都市圏 8万7969人  | 北上 都市圏 22万0258人 | 北上 都市圏            | 北上 都市圏            | 北上市          |
| 和賀町       | 北上 都市圏 7万6633人  | 北上 都市圏 8万2851人  | 北上 都市圏 8万7969人  | 北上 都市圏 22万0258人 | 北上 都市圏            | 北上 都市圏            | 北上市          |
| 江釣子村     | 北上 都市圏 7万6633人  | 北上 都市圏 8万2851人  | 北上 都市圏 8万7969人  | 北上 都市圏 22万0258人 | 北上 都市圏            | 北上 都市圏            | 北上市          |
| 金ケ崎町     | -                      | 水沢 都市圏 14万2279人 | 水沢 都市圏 14万3633人 | 北上 都市圏 22万0258人 | 北上 都市圏            | 奥州 都市圏 14万1071人 | 金ケ崎町        |
| 水沢市       | 水沢 都市圏 12万4722人 | 水沢 都市圏 14万2279人 | 水沢 都市圏 14万3633人 | 水沢 都市圏 13万3028人 | 水沢 都市圏 12万5216人 | 奥州 都市圏 14万1071人 | 奥州市          |
| 江刺市       | 水沢 都市圏 12万4722人 | 水沢 都市圏 14万2279人 | 水沢 都市圏 14万3633人 | 水沢 都市圏 13万3028人 | 水沢 都市圏 12万5216人 | 奥州 都市圏 14万1071人 | 奥州市          |
| 胆沢町       | 水沢 都市圏 12万4722人 | 水沢 都市圏 14万2279人 | 水沢 都市圏 14万3633人 | 水沢 都市圏 13万3028人 | 水沢 都市圏 12万5216人 | 奥州 都市圏 14万1071人 | 奥州市          |
| 前沢町       | 水沢 都市圏 12万4722人 | 水沢 都市圏 14万2279人 | 水沢 都市圏 14万3633人 | 水沢 都市圏 13万3028人 | 水沢 都市圏 12万5216人 | 奥州 都市圏 14万1071人 | 奥州市          |
| 衣川村       | -                      | -                      | 一関 都市圏 11万7414人 | 水沢 都市圏 13万3028人 | 一関 都市圏            | 奥州 都市圏 14万1071人 | 奥州市          |

- 2006年（平成18年）1月1日 - 花巻市、稗貫郡石鳥谷町・大迫町、和賀郡東和町が対等合併し、花巻市が新設された。
- 2006年（平成18年）2月20日 - 水沢市・江刺市、胆沢郡前沢町・胆沢町・衣川村が合併し、奥州市が誕生した。

## 自治体の変遷
ここでは、変遷表による記述にとどめておく。詳しくは胆沢郡、江刺郡の記事を参照されたい。
| 所 属 郡 | 明治以前   | 明治以前   | 明治8年10月17日 | 明治8年 - 明治22年                      | 明治8年 - 明治22年                      | 明治22年 4月1日 町村制施行 | 明治22年 - 大正15年          | 昭和元年 - 昭和29年         | 昭和元年 - 昭和29年            | 昭和30年 - 昭和64年     | 昭和30年 - 昭和64年          | 平成元年 - 現在               | 現在     |
| -------- | ---------- | ---------- | --------------- | --------------------------------------- | --------------------------------------- | -------------------------- | ---------------------------- | --------------------------- | ------------------------------ | ----------------------- | ---------------------------- | ----------------------------- | -------- |
| 江 刺 郡 | 片岡村     | 片岡村     | 片岡村          | 片岡村                                  | 片岡村                                  | 岩谷堂町                   | 岩谷堂町                     | 岩谷堂町                    | 岩谷堂町                       | 昭和30年2月10日 江刺町  | 昭和33年11月3日 市制 江刺市  | 平成18年2月20日 奥州市        | 奥州市   |
| 江 刺 郡 | 増沢村     |            | 片岡村          | 片岡村                                  | 片岡村                                  | 岩谷堂町                   | 岩谷堂町                     | 岩谷堂町                    | 岩谷堂町                       | 昭和30年2月10日 江刺町  | 昭和33年11月3日 市制 江刺市  | 平成18年2月20日 奥州市        | 奥州市   |
| 江 刺 郡 | 餅田村     |            | 片岡村          | 片岡村                                  | 片岡村                                  | 岩谷堂町                   | 岩谷堂町                     | 岩谷堂町                    | 岩谷堂町                       | 昭和30年2月10日 江刺町  | 昭和33年11月3日 市制 江刺市  | 平成18年2月20日 奥州市        | 奥州市   |
| 江 刺 郡 | 歌書村     | 歌書村     | 広瀬村          | 広瀬村                                  | 広瀬村                                  | 広瀬村                     | 広瀬村                       | 広瀬村                      | 広瀬村                         | 昭和30年2月10日 江刺町  | 昭和33年11月3日 市制 江刺市  | 平成18年2月20日 奥州市        | 奥州市   |
| 江 刺 郡 | 鴨沢村     |            | 広瀬村          | 広瀬村                                  | 広瀬村                                  | 広瀬村                     | 広瀬村                       | 広瀬村                      | 広瀬村                         | 昭和30年2月10日 江刺町  | 昭和33年11月3日 市制 江刺市  | 平成18年2月20日 奥州市        | 奥州市   |
| 江 刺 郡 | 軽石村     |            | 広瀬村          | 広瀬村                                  | 広瀬村                                  | 広瀬村                     | 広瀬村                       | 広瀬村                      | 広瀬村                         | 昭和30年2月10日 江刺町  | 昭和33年11月3日 市制 江刺市  | 平成18年2月20日 奥州市        | 奥州市   |
| 江 刺 郡 | 一関村     |            | 広瀬村          | 広瀬村                                  | 広瀬村                                  | 広瀬村                     | 広瀬村                       | 広瀬村                      | 広瀬村                         | 昭和30年2月10日 江刺町  | 昭和33年11月3日 市制 江刺市  | 平成18年2月20日 奥州市        | 奥州市   |
| 江 刺 郡 | 二関村     | 二関村     | 稲瀬村          | 稲瀬村                                  | 稲瀬村                                  | 広瀬村                     | 広瀬村                       | 広瀬村                      | 広瀬村                         | 昭和30年2月10日 江刺町  | 昭和33年11月3日 市制 江刺市  | 平成18年2月20日 奥州市        | 奥州市   |
| 江 刺 郡 | 三関村     |            | 稲瀬村          | 稲瀬村                                  | 稲瀬村                                  | 広瀬村                     | 広瀬村                       | 広瀬村                      | 広瀬村                         | 昭和30年2月10日 江刺町  | 昭和33年11月3日 市制 江刺市  | 平成18年2月20日 奥州市        | 奥州市   |
| 江 刺 郡 | 上門岡村   | 一部       | 稲瀬村          | 稲瀬村                                  | 稲瀬村                                  | 稲瀬村                     | 稲瀬村                       | 稲瀬村                      | 稲瀬村                         | 昭和30年2月10日 江刺町  | 昭和33年11月3日 市制 江刺市  | 平成18年2月20日 奥州市        | 奥州市   |
| 江 刺 郡 | 上門岡村   | 一部       | 稲瀬村          | 稲瀬村                                  | 稲瀬村                                  | 稲瀬村                     | 稲瀬村                       | 稲瀬村                      | 稲瀬村                         | 昭和30年2月10日 江刺町  | 昭和30年7月10日 北上市に編入 | 平成3年4月1日 北上市          | 北上市   |
| 江 刺 郡 | 下門岡村   | 一部       | 稲瀬村          | 稲瀬村                                  | 稲瀬村                                  | 稲瀬村                     | 稲瀬村                       | 稲瀬村                      | 稲瀬村                         | 昭和30年2月10日 江刺町  | 昭和30年7月10日 北上市に編入 | 平成3年4月1日 北上市          | 北上市   |
| 江 刺 郡 | 下門岡村   | 一部       | 稲瀬村          | 稲瀬村                                  | 稲瀬村                                  | 稲瀬村                     | 稲瀬村                       | 稲瀬村                      | 稲瀬村                         | 昭和30年2月10日 江刺町  | 昭和33年11月3日 市制 江刺市  | 平成18年2月20日 奥州市        | 奥州市   |
| 江 刺 郡 | 石関村     |            | 稲瀬村          | 稲瀬村                                  | 稲瀬村                                  | 稲瀬村                     | 稲瀬村                       | 稲瀬村                      | 稲瀬村                         | 昭和30年2月10日 江刺町  | 昭和33年11月3日 市制 江刺市  | 平成18年2月20日 奥州市        | 奥州市   |
| 江 刺 郡 | 三照村     | 三照村     | 照沢村          | 照沢村                                  | 照沢村                                  | 稲瀬村                     | 稲瀬村                       | 稲瀬村                      | 稲瀬村                         | 昭和30年2月10日 江刺町  | 昭和33年11月3日 市制 江刺市  | 平成18年2月20日 奥州市        | 奥州市   |
| 江 刺 郡 | 倉沢村     |            | 照沢村          | 照沢村                                  | 照沢村                                  | 稲瀬村                     | 稲瀬村                       | 稲瀬村                      | 稲瀬村                         | 昭和30年2月10日 江刺町  | 昭和33年11月3日 市制 江刺市  | 平成18年2月20日 奥州市        | 奥州市   |
| 江 刺 郡 | 伊手村     | 伊手村     | 伊手村          | 伊手村                                  | 伊手村                                  | 伊手村                     | 伊手村                       | 伊手村                      | 伊手村                         | 昭和30年2月10日 江刺町  | 昭和33年11月3日 市制 江刺市  | 平成18年2月20日 奥州市        | 奥州市   |
| 江 刺 郡 | 高寺村     | 高寺村     | 愛宕村          | 愛宕村                                  | 愛宕村                                  | 愛宕村                     | 愛宕村                       | 愛宕村                      | 愛宕村                         | 昭和30年2月10日 江刺町  | 昭和33年11月3日 市制 江刺市  | 平成18年2月20日 奥州市        | 奥州市   |
| 江 刺 郡 | 田谷村     |            | 愛宕村          | 愛宕村                                  | 愛宕村                                  | 愛宕村                     | 愛宕村                       | 愛宕村                      | 愛宕村                         | 昭和30年2月10日 江刺町  | 昭和33年11月3日 市制 江刺市  | 平成18年2月20日 奥州市        | 奥州市   |
| 江 刺 郡 | 二子町村   |            | 愛宕村          | 愛宕村                                  | 愛宕村                                  | 愛宕村                     | 愛宕村                       | 愛宕村                      | 愛宕村                         | 昭和30年2月10日 江刺町  | 昭和33年11月3日 市制 江刺市  | 平成18年2月20日 奥州市        | 奥州市   |
| 江 刺 郡 | 次丸村     | 次丸村     | 玉里村          | 玉里村                                  | 玉里村                                  | 玉里村                     | 玉里村                       | 玉里村                      | 玉里村                         | 昭和30年2月10日 江刺町  | 昭和33年11月3日 市制 江刺市  | 平成18年2月20日 奥州市        | 奥州市   |
| 江 刺 郡 | 角掛村     |            | 玉里村          | 玉里村                                  | 玉里村                                  | 玉里村                     | 玉里村                       | 玉里村                      | 玉里村                         | 昭和30年2月10日 江刺町  | 昭和33年11月3日 市制 江刺市  | 平成18年2月20日 奥州市        | 奥州市   |
| 江 刺 郡 | 大田代村   | 大田代村   | 田代村          | 田代村                                  | 田代村                                  | 田原村                     | 田原村                       | 田原村                      | 田原村                         | 昭和30年2月10日 江刺町  | 昭和33年11月3日 市制 江刺市  | 平成18年2月20日 奥州市        | 奥州市   |
| 江 刺 郡 | 小田代村   |            | 田代村          | 田代村                                  | 田代村                                  | 田原村                     | 田原村                       | 田原村                      | 田原村                         | 昭和30年2月10日 江刺町  | 昭和33年11月3日 市制 江刺市  | 平成18年2月20日 奥州市        | 奥州市   |
| 江 刺 郡 | 石山村     | 石山村     | 石原村          | 石原村                                  | 石原村                                  | 田原村                     | 田原村                       | 田原村                      | 田原村                         | 昭和30年2月10日 江刺町  | 昭和33年11月3日 市制 江刺市  | 平成18年2月20日 奥州市        | 奥州市   |
| 江 刺 郡 | 原体村     |            | 石原村          | 石原村                                  | 石原村                                  | 田原村                     | 田原村                       | 田原村                      | 田原村                         | 昭和30年2月10日 江刺町  | 昭和33年11月3日 市制 江刺市  | 平成18年2月20日 奥州市        | 奥州市   |
| 江 刺 郡 | 土谷村     |            | 石原村          | 石原村                                  | 石原村                                  | 田原村                     | 田原村                       | 田原村                      | 田原村                         | 昭和30年2月10日 江刺町  | 昭和33年11月3日 市制 江刺市  | 平成18年2月20日 奥州市        | 奥州市   |
| 江 刺 郡 | 浅井村     | 浅井村     | 藤里村          | 藤里村                                  | 藤里村                                  | 藤里村                     | 藤里村                       | 藤里村                      | 藤里村                         | 昭和30年2月10日 江刺町  | 昭和33年11月3日 市制 江刺市  | 平成18年2月20日 奥州市        | 奥州市   |
| 江 刺 郡 | 横瀬村     |            | 藤里村          | 藤里村                                  | 藤里村                                  | 藤里村                     | 藤里村                       | 藤里村                      | 藤里村                         | 昭和30年2月10日 江刺町  | 昭和33年11月3日 市制 江刺市  | 平成18年2月20日 奥州市        | 奥州市   |
| 江 刺 郡 | 野手崎村   | 野手崎村   | 梁川村          | 梁川村                                  | 梁川村                                  | 梁川村                     | 梁川村                       | 梁川村                      | 梁川村                         | 昭和30年2月10日 江刺町  | 昭和33年11月3日 市制 江刺市  | 平成18年2月20日 奥州市        | 奥州市   |
| 江 刺 郡 | 栗生沢村   |            | 梁川村          | 梁川村                                  | 梁川村                                  | 梁川村                     | 梁川村                       | 梁川村                      | 梁川村                         | 昭和30年2月10日 江刺町  | 昭和33年11月3日 市制 江刺市  | 平成18年2月20日 奥州市        | 奥州市   |
| 江 刺 郡 | 菅生村     |            | 梁川村          | 梁川村                                  | 梁川村                                  | 梁川村                     | 梁川村                       | 梁川村                      | 梁川村                         | 昭和30年2月10日 江刺町  | 昭和33年11月3日 市制 江刺市  | 平成18年2月20日 奥州市        | 奥州市   |
| 江 刺 郡 | 人首村     | 人首村     | 米里村          | 米里村                                  | 米里村                                  | 米里村                     | 米里村                       | 米里村                      | 米里村                         | 昭和30年2月10日 江刺町  | 昭和33年11月3日 市制 江刺市  | 平成18年2月20日 奥州市        | 奥州市   |
| 江 刺 郡 | 黒石村     | 黒石村     | 黒石村          | 黒石村                                  | 黒石村                                  | 黒石村                     | 黒石村                       | 昭和29年4月1日 水沢市       | 昭和29年4月1日 水沢市          | 水沢市                  | 水沢市                       | 平成18年2月20日 奥州市        | 奥州市   |
| 江 刺 郡 | 羽黒堂村   | 羽黒堂村   | 羽田村          | 羽田村                                  | 羽田村                                  | 羽田村                     | 羽田村                       | 昭和29年4月1日 水沢市       | 昭和29年4月1日 水沢市          | 水沢市                  | 水沢市                       | 平成18年2月20日 奥州市        | 奥州市   |
| 江 刺 郡 | 田茂山村   |            | 羽田村          | 羽田村                                  | 羽田村                                  | 羽田村                     | 羽田村                       | 昭和29年4月1日 水沢市       | 昭和29年4月1日 水沢市          | 水沢市                  | 水沢市                       | 平成18年2月20日 奥州市        | 奥州市   |
| 江 刺 郡 | 鶯沢村     |            | 羽田村          | 羽田村                                  | 羽田村                                  | 羽田村                     | 羽田村                       | 昭和29年4月1日 水沢市       | 昭和29年4月1日 水沢市          | 水沢市                  | 水沢市                       | 平成18年2月20日 奥州市        | 奥州市   |
| 江 刺 郡 | 黒田助村   |            | 羽田村          | 羽田村                                  | 羽田村                                  | 羽田村                     | 羽田村                       | 昭和29年4月1日 水沢市       | 昭和29年4月1日 水沢市          | 水沢市                  | 水沢市                       | 平成18年2月20日 奥州市        | 奥州市   |
| 胆 沢 郡 | 塩竈村     | 塩竈村     | 塩竈村          | 塩竈村                                  | 塩竈村                                  | 水沢町                     | 水沢町                       | 昭和29年4月1日 水沢市       | 昭和29年4月1日 水沢市          | 水沢市                  | 水沢市                       | 平成18年2月20日 奥州市        | 奥州市   |
| 胆 沢 郡 | 北下葉場村 | 北下葉場村 | 北下葉場村      | 北下葉場村                              | 北下葉場村                              | 水沢町                     | 水沢町                       | 昭和29年4月1日 水沢市       | 昭和29年4月1日 水沢市          | 水沢市                  | 水沢市                       | 平成18年2月20日 奥州市        | 奥州市   |
| 胆 沢 郡 | 安土呂井村 | 一部       | 常盤村          | 常盤村の一部 （四丑・茄子川・安土呂井） | 常盤村の一部 （四丑・茄子川・安土呂井） | 水沢町                     | 水沢町                       | 昭和29年4月1日 水沢市       | 昭和29年4月1日 水沢市          | 水沢市                  | 水沢市                       | 平成18年2月20日 奥州市        | 奥州市   |
| 胆 沢 郡 | 安土呂井村 | 一部を除く | 常盤村          | 常盤村の一部 （四丑・茄子川・安土呂井） | 常盤村の一部 （四丑・茄子川・安土呂井） | 佐倉河村                   | 佐倉河村                     | 昭和29年4月1日 水沢市       | 昭和29年4月1日 水沢市          | 水沢市                  | 水沢市                       | 平成18年2月20日 奥州市        | 奥州市   |
| 胆 沢 郡 | 四丑村     |            | 常盤村          | 常盤村の一部 （四丑・茄子川・安土呂井） | 常盤村の一部 （四丑・茄子川・安土呂井） | 佐倉河村                   | 佐倉河村                     | 昭和29年4月1日 水沢市       | 昭和29年4月1日 水沢市          | 水沢市                  | 水沢市                       | 平成18年2月20日 奥州市        | 奥州市   |
| 胆 沢 郡 | 茄子川村   |            | 常盤村          | 常盤村の一部 （四丑・茄子川・安土呂井） | 常盤村の一部 （四丑・茄子川・安土呂井） | 佐倉河村                   | 佐倉河村                     | 昭和29年4月1日 水沢市       | 昭和29年4月1日 水沢市          | 水沢市                  | 水沢市                       | 平成18年2月20日 奥州市        | 奥州市   |
| 胆 沢 郡 | 八幡村     | 八幡村     | 宇佐村          | 宇佐村                                  | 宇佐村                                  | 佐倉河村                   | 佐倉河村                     | 昭和29年4月1日 水沢市       | 昭和29年4月1日 水沢市          | 水沢市                  | 水沢市                       | 平成18年2月20日 奥州市        | 奥州市   |
| 胆 沢 郡 | 佐野村     |            | 宇佐村          | 宇佐村                                  | 宇佐村                                  | 佐倉河村                   | 佐倉河村                     | 昭和29年4月1日 水沢市       | 昭和29年4月1日 水沢市          | 水沢市                  | 水沢市                       | 平成18年2月20日 奥州市        | 奥州市   |
| 胆 沢 郡 | 上葉場村   | 上葉場村   | 満倉村          | 満倉村                                  | 満倉村                                  | 佐倉河村                   | 佐倉河村                     | 昭和29年4月1日 水沢市       | 昭和29年4月1日 水沢市          | 水沢市                  | 水沢市                       | 平成18年2月20日 奥州市        | 奥州市   |
| 胆 沢 郡 | 栃木村     |            | 満倉村          | 満倉村                                  | 満倉村                                  | 佐倉河村                   | 佐倉河村                     | 昭和29年4月1日 水沢市       | 昭和29年4月1日 水沢市          | 水沢市                  | 水沢市                       | 平成18年2月20日 奥州市        | 奥州市   |
| 胆 沢 郡 | 下河原村   | 下河原村   | 下河原村        | 下河原村                                | 下河原村                                | 佐倉河村                   | 佐倉河村                     | 昭和29年4月1日 水沢市       | 昭和29年4月1日 水沢市          | 水沢市                  | 水沢市                       | 平成18年2月20日 奥州市        | 奥州市   |
| 胆 沢 郡 | 瀬台野村   | 瀬台野村   | 常盤村          | 常盤村の一部（瀬台野）                  | 常盤村の一部（瀬台野）                  | 真城村                     | 真城村                       | 昭和29年4月1日 水沢市       | 昭和29年4月1日 水沢市          | 水沢市                  | 水沢市                       | 平成18年2月20日 奥州市        | 奥州市   |
| 胆 沢 郡 | 中野村     | 中野村     | 中野村          | 中野村                                  | 中野村                                  | 真城村                     | 真城村                       | 昭和29年4月1日 水沢市       | 昭和29年4月1日 水沢市          | 水沢市                  | 水沢市                       | 平成18年2月20日 奥州市        | 奥州市   |
| 胆 沢 郡 | 須江村     | 須江村     | 秋成村          | 秋成村                                  | 秋成村                                  | 真城村                     | 真城村                       | 昭和29年4月1日 水沢市       | 昭和29年4月1日 水沢市          | 水沢市                  | 水沢市                       | 平成18年2月20日 奥州市        | 奥州市   |
| 胆 沢 郡 | 堤尻村     |            | 秋成村          | 秋成村                                  | 秋成村                                  | 真城村                     | 真城村                       | 昭和29年4月1日 水沢市       | 昭和29年4月1日 水沢市          | 水沢市                  | 水沢市                       | 平成18年2月20日 奥州市        | 奥州市   |
| 胆 沢 郡 | 上姉体村   | 上姉体村   | 秋成村          | 秋成村                                  | 秋成村                                  | 姉体村                     | 姉体村                       | 昭和29年4月1日 水沢市       | 昭和29年4月1日 水沢市          | 水沢市                  | 水沢市                       | 平成18年2月20日 奥州市        | 奥州市   |
| 胆 沢 郡 | 下姉体村   | 下姉体村   | 白山村          | 白山村                                  | 白山村                                  | 姉体村                     | 姉体村                       | 昭和29年4月1日 水沢市       | 昭和29年4月1日 水沢市          | 水沢市                  | 水沢市                       | 平成18年2月20日 奥州市        | 奥州市   |
| 胆 沢 郡 | 六日入村   | 六日入村   | 白山村          | 白山村                                  | 白山村                                  | 白山村                     | 白山村                       | 白山村                      | 白山村                         | 昭和30年4月1日 前沢町   | 昭和30年4月1日 前沢町        | 平成18年2月20日 奥州市        | 奥州市   |
| 胆 沢 郡 | 上麻生村   | 上麻生村   | 稲置村          | 稲置村の一部（上麻生）                  | 稲置村の一部（上麻生）                  | 白山村                     | 白山村                       | 白山村                      | 白山村                         | 昭和30年4月1日 前沢町   | 昭和30年4月1日 前沢町        | 平成18年2月20日 奥州市        | 奥州市   |
| 磐 井 郡 | 赤生津村   | 赤生津村   | 赤生津村        | 赤生津村                                | 明治12年1月4日 東磐井郡赤生津村         | 東磐井郡 生母村            | 東磐井郡生母村               | 東磐井郡生母村              | 東磐井郡生母村                 | 昭和30年4月1日 前沢町   | 昭和30年4月1日 前沢町        | 平成18年2月20日 奥州市        | 奥州市   |
| 磐 井 郡 | 母体村     | 母体村     | 母体村          | 母体村                                  | 明治12年1月4日 東磐井郡母体村           | 東磐井郡 生母村            | 東磐井郡生母村               | 東磐井郡生母村              | 東磐井郡生母村                 | 昭和30年4月1日 前沢町   | 昭和30年4月1日 前沢町        | 平成18年2月20日 奥州市        | 奥州市   |
| 胆 沢 郡 | 前沢村     | 前沢村     | 前沢村          | 前沢村                                  | 前沢村                                  | 前沢町                     | 前沢町                       | 前沢町                      | 前沢町                         | 昭和30年4月1日 前沢町   | 昭和30年4月1日 前沢町        | 平成18年2月20日 奥州市        | 奥州市   |
| 胆 沢 郡 | 白鳥村     | 白鳥村     | 白鳥村          | 白鳥村                                  | 白鳥村                                  | 前沢町                     | 前沢町                       | 前沢町                      | 前沢町                         | 昭和30年4月1日 前沢町   | 昭和30年4月1日 前沢町        | 平成18年2月20日 奥州市        | 奥州市   |
| 胆 沢 郡 | 目呂木村   | 目呂木村   | 稲置村          | 稲置村の一部（目呂木・関）              | 稲置村の一部（目呂木・関）              | 前沢町                     | 前沢町                       | 前沢町                      | 前沢町                         | 昭和30年4月1日 前沢町   | 昭和30年4月1日 前沢町        | 平成18年2月20日 奥州市        | 奥州市   |
| 胆 沢 郡 | 関村       | 関村       | 稲置村          | 稲置村の一部（目呂木・関）              | 稲置村の一部（目呂木・関）              | 古城村                     | 古城村                       | 古城村                      | 古城村                         | 昭和30年4月1日 前沢町   | 昭和30年4月1日 前沢町        | 平成18年2月20日 奥州市        | 奥州市   |
| 胆 沢 郡 | 中畑村     | 中畑村     | 古城村          | 古城村                                  | 古城村                                  | 古城村                     | 古城村                       | 古城村                      | 古城村                         | 昭和30年4月1日 前沢町   | 昭和30年4月1日 前沢町        | 平成18年2月20日 奥州市        | 奥州市   |
| 胆 沢 郡 | 小山村     | 本郷       | 古城村          | 古城村                                  | 古城村                                  | 古城村                     | 古城村                       | 古城村                      | 古城村                         | 昭和30年4月1日 前沢町   | 昭和30年4月1日 前沢町        | 平成18年2月20日 奥州市        | 奥州市   |
| 胆 沢 郡 | 小山村     | その他     | 小山村          | 小山村                                  | 小山村                                  | 小山村                     | 小山村                       | 小山村                      | 小山村                         | 昭和30年4月1日 胆沢村   | 昭和42年4月1日 町制 胆沢町   | 平成18年2月20日 奥州市        | 奥州市   |
| 胆 沢 郡 | 南下葉場村 | 南下葉場村 | 南下葉場村      | 南下葉場村                              | 南下葉場村                              | 南都田村                   | 南都田村                     | 南都田村                    | 南都田村                       | 昭和30年4月1日 胆沢村   | 昭和42年4月1日 町制 胆沢町   | 平成18年2月20日 奥州市        | 奥州市   |
| 胆 沢 郡 | 都鳥村     | 都鳥村     | 都鳥村          | 都鳥村                                  | 都鳥村                                  | 南都田村                   | 南都田村                     | 南都田村                    | 南都田村                       | 昭和30年4月1日 胆沢村   | 昭和42年4月1日 町制 胆沢町   | 平成18年2月20日 奥州市        | 奥州市   |
| 胆 沢 郡 | 柳田村     | 柳田村     | 東田村          | 東田村                                  | 東田村                                  | 南都田村                   | 南都田村                     | 南都田村                    | 南都田村                       | 昭和30年4月1日 胆沢村   | 昭和42年4月1日 町制 胆沢町   | 平成18年2月20日 奥州市        | 奥州市   |
| 胆 沢 郡 | 新里村     | 新里村     | 東田村          | 東田村                                  | 東田村                                  | 若柳村                     | 若柳村                       | 若柳村                      | 若柳村                         | 昭和30年4月1日 胆沢村   | 昭和42年4月1日 町制 胆沢町   | 平成18年2月20日 奥州市        | 奥州市   |
| 胆 沢 郡 | 若柳村     | 若柳村     | 若柳村          | 若柳村                                  | 若柳村                                  | 若柳村                     | 若柳村                       | 若柳村                      | 若柳村                         | 昭和30年4月1日 胆沢村   | 昭和42年4月1日 町制 胆沢町   | 平成18年2月20日 奥州市        | 奥州市   |
| 胆 沢 郡 | 上衣川村   | 上衣川村   | 上衣川村        | 上衣川村                                | 上衣川村                                | 衣川村                     | 衣川村                       | 衣川村                      | 衣川村                         | 衣川村                  | 衣川村                       | 平成18年2月20日 奥州市        | 奥州市   |
| 胆 沢 郡 | 下衣川村   | 下衣川村   | 下衣川村        | 下衣川村                                | 下衣川村                                | 衣川村                     | 衣川村                       | 衣川村                      | 衣川村                         | 衣川村                  | 衣川村                       | 平成18年2月20日 奥州市        | 奥州市   |
| 胆 沢 郡 | 永徳寺村   | 永徳寺村   | 永栄村          | 永栄村                                  | 永栄村                                  | 永岡村                     | 永岡村                       | 永岡村                      | 永岡村                         | 昭和30年3月1日 金ヶ崎町 | 昭和30年3月1日 金ヶ崎町      | 平成19年10月1日 改称 金ケ崎町 | 金ケ崎町 |
| 胆 沢 郡 | 百岡村     |            | 永栄村          | 永栄村                                  | 永栄村                                  | 永岡村                     | 永岡村                       | 永岡村                      | 永岡村                         | 昭和30年3月1日 金ヶ崎町 | 昭和30年3月1日 金ヶ崎町      | 平成19年10月1日 改称 金ケ崎町 | 金ケ崎町 |
| 胆 沢 郡 | 永沢村     | 永沢村     | 永沢村          | 永沢村                                  | 永沢村                                  | 永岡村                     | 永岡村                       | 永岡村                      | 永岡村                         | 昭和30年3月1日 金ヶ崎町 | 昭和30年3月1日 金ヶ崎町      | 平成19年10月1日 改称 金ケ崎町 | 金ケ崎町 |
| 胆 沢 郡 | 西根村     | 西根村     | 西根村          | 西根村                                  | 西根村                                  | 金ヶ崎村                   | 大正14年9月1日 町制 金ヶ崎町 | 金ヶ崎町                    | 金ヶ崎町                       | 昭和30年3月1日 金ヶ崎町 | 昭和30年3月1日 金ヶ崎町      | 平成19年10月1日 改称 金ケ崎町 | 金ケ崎町 |
| 胆 沢 郡 | 三ヶ尻村   | 三ヶ尻村   | 三ヶ尻村        | 三ヶ尻村                                | 三ヶ尻村                                | 金ヶ崎村                   | 大正14年9月1日 町制 金ヶ崎町 | 金ヶ崎町                    | 金ヶ崎町                       | 昭和30年3月1日 金ヶ崎町 | 昭和30年3月1日 金ヶ崎町      | 平成19年10月1日 改称 金ケ崎町 | 金ケ崎町 |
| 胆 沢 郡 | 相去村     | 一部       | 相去村          | 明治11年11月26日 和賀郡相去村           | 明治12年1月4日 東和賀郡相去村           | 東和賀郡 相去村            | 明治29年3月29日 胆沢郡に復帰 | 昭和29年4月1日 北上市の一部 | 昭和29年10月1日 金ヶ崎町に編入 | 昭和30年3月1日 金ヶ崎町 | 昭和30年3月1日 金ヶ崎町      | 平成19年10月1日 改称 金ケ崎町 | 金ケ崎町 |
| 胆 沢 郡 | 相去村     | 一部を除く | 相去村          | 明治11年11月26日 和賀郡相去村           | 明治12年1月4日 東和賀郡相去村           | 東和賀郡 相去村            | 明治29年3月29日 胆沢郡に復帰 | 昭和29年4月1日 北上市の一部 | 北上市                         | 北上市                  | 北上市                       | 平成3年4月1日 北上市の一部    | 北上市   |
| 江 刺 郡 | 上口内村   | 上口内村   | 福岡村          | 福岡村                                  | 福岡村                                  | 福岡村                     | 福岡村                       | 昭和29年4月1日 北上市の一部 | 北上市                         | 北上市                  | 北上市                       | 平成3年4月1日 北上市の一部    | 北上市   |
| 江 刺 郡 | 下口内村   |            | 福岡村          | 福岡村                                  | 福岡村                                  | 福岡村                     | 福岡村                       | 昭和29年4月1日 北上市の一部 | 北上市                         | 北上市                  | 北上市                       | 平成3年4月1日 北上市の一部    | 北上市   |
| 江 刺 郡 | 枛木田村   |            | 福岡村          | 福岡村                                  | 福岡村                                  | 福岡村                     | 福岡村                       | 昭和29年4月1日 北上市の一部 | 北上市                         | 北上市                  | 北上市                       | 平成3年4月1日 北上市の一部    | 北上市   |
| 江 刺 郡 | 小池村     |            | 福岡村          | 福岡村                                  | 福岡村                                  | 福岡村                     | 福岡村                       | 昭和29年4月1日 北上市の一部 | 北上市                         | 北上市                  | 北上市                       | 平成3年4月1日 北上市の一部    | 北上市   |
| 江 刺 郡 | 水押村     |            | 福岡村          | 福岡村                                  | 福岡村                                  | 福岡村                     | 福岡村                       | 昭和29年4月1日 北上市の一部 | 北上市                         | 北上市                  | 北上市                       | 平成3年4月1日 北上市の一部    | 北上市   |

## 地域メディア
- 胆江日日新聞
  - 奥州平泉観光新聞
- 水沢テレビ（ケーブルテレビ）
- えさしわいわいテレビ（ケーブルテレビ）
- 奥州エフエム放送（cFM）

## 主な交通機関

### 鉄道
- 新幹線：東北新幹線

- 在来線：東北本線